# 德国国家民主党 (东德)
德国国家民主党（德語：National-Demokratische Partei Deutschlands，缩写为NDPD）是一个東德政黨。该党同其他德国统一社会党的卫星党一样加入了国家阵线。
该党成立于1948年5月25日，旨在吸收原纳粹党党员、国防军成员及中产阶级，以期其支持统一社会党的政策。1990年该党解体并加入了全德国的德国自由民主党。

## 历史
1945年后德国苏占区的各党派并未有针对原纳粹党员及附庸者的政治团体，为了避免他们再次支持极右翼政党，德国国家民主党被组建起来以为他们提供表达政见的通道。
1948年3月，斯大林认为已到了放下前纳粹党员和非纳粹差异的时候了。1948年2月26日，驻德苏联军事管理委员会发布第35号命令，停止了苏占区的去纳粹化。1948年5月统一社会党管理层会议指出，应避免“政治暧昧的一类人”投票支持基民盟或自由民主党等资产阶级政党。
1948年8月16日，驻德苏联军事管理委员会承认了德国国家民主党的成立，该党在人民议会中佔有52个席位，并成为了国家阵线的一部分。该党支持自由主义，与德国自由民主党政见相近。
东德剧变期间，该党较忠于统一社会党政府，拒绝对政府发布批评。在1990年首次自由选举的东德人民议会第十届选举中，该党共获得44,292票（0.38%），尚不及其党员人数。
1990年3月27日，该党并入自由民主人士协会；同年8月12日，自由民主人士协会并入西德的自由民主党。